# Ginkakudži
Ginkakudži (japonsky: 銀閣寺), „Chrám Stříbrného pavilonu“, je buddhistický chrám v kjótské čtvrti Sakjó-ku v Japonsku. I když je běžně znám jako Ginkakudži, jeho oficiální jméno je Džišódži (慈照寺). Byl postaven v roce 1474 šógunem Jošimasou Ašikagou, který se snažil napodobit zlatý Kinkakudži postavený jeho dědem Jošimicuem Ašikagou. Původním záměrem bylo pokrýt celý pavilon stříbrem, ale díky zhoršující se situaci ve válce Ónin, která vypukla v roce 1467, byla stavba zastavena a Stříbrný pavilon zůstal bez stříbrného pokrytí. Budova, původně zamýšlená jako monument oslňující šógunovou mocí, je dnes považována za zářný příklad japonské vytříbenosti a zdrženlivosti. Ginkakudži je dnes většinou Japonců považován za krásnější než jeho zlatý konkurent.
Stejně jako Kinkakudži i Ginkakudži byl původně stavěn jako místo nabízející šógunovi samotu a odpočinek. Během své vlády Jošimasa Ašikaga inspiroval novou vlnu zájmu o tradiční kulturu, později známou jako Higašijama Bunka (Kultura Východních hor). Říká se, že poté co rezignoval a odešel do ústraní, sedával Jošimasa v pavilonu a přemýšlel nad klidem a krásou přilehlých zahrad, zatímco se válka Ónin zhoršovala a Kjóto bylo do základů vypáleno. V roce 1485 se Jošimasa stal zen buddhistickým mnichem a po jeho smrti se budova stala buddhistickým chrámem (přejmenovaným na Džišódži).
Z celého chrámového komplexu se dodnes dochoval pouze Stříbrný pavilon.
Mimo pavilonu je součástí chrámu zalesněná plocha pokrytá různými druhy mechu a japonská zahrada, pravděpodobně navržená slavným zahradním architektem Soamim. Kamenná zahrada v Ginkakudži je obzvláště známá – hromada písku, zřejmě tam zanechaná dělníky, když byla jejich práce přerušena, se stala součástí zahrady a říká se, že symbolizuje horu Fudži.
Ginkakudži bylo v roce 1994, spolu s dalšími památkami v okolí Kjóta, zapsáno na Seznam světového dědictví UNESCO pod společným názvem Památky starobylého Kjóta.

## Fotogalerie

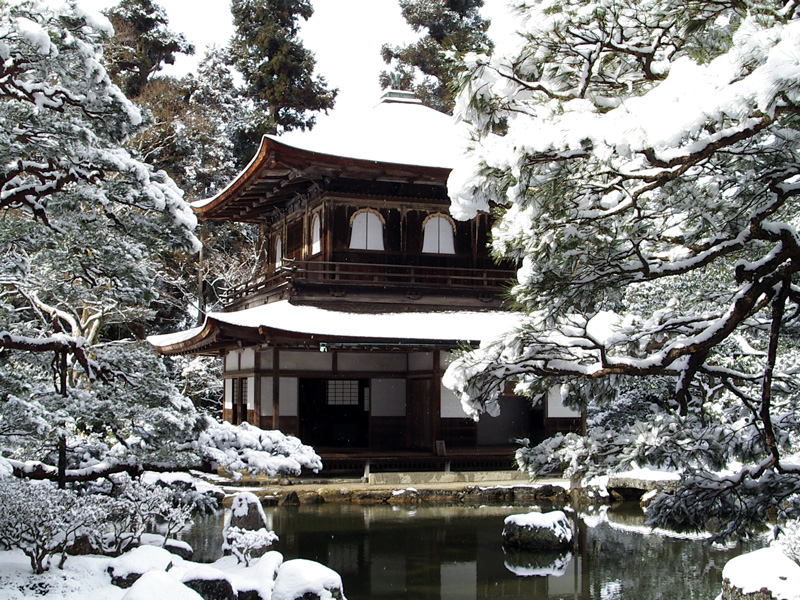
V zimě
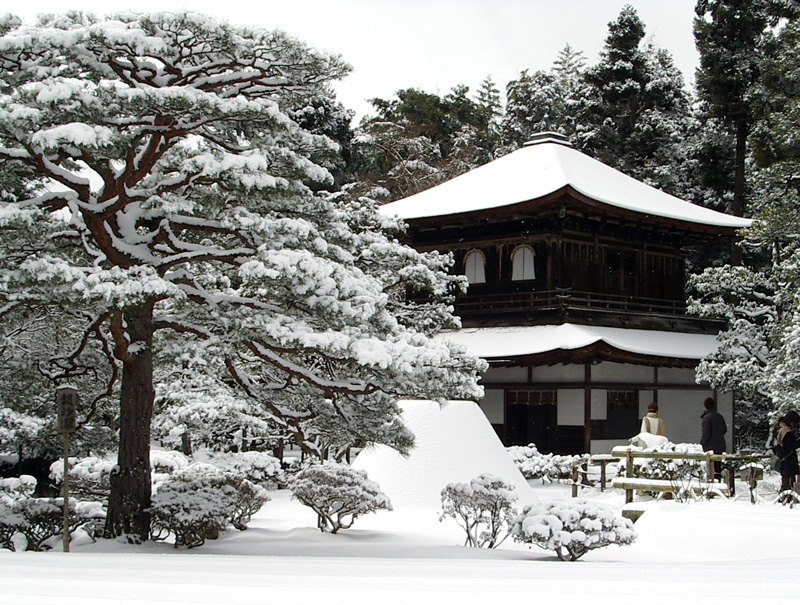
Ginkakudži z druhé strany
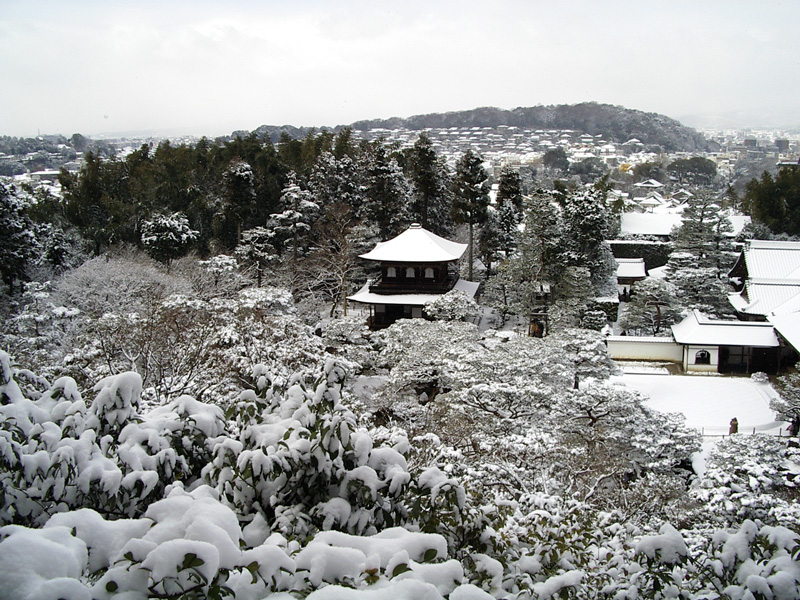
Ginkakudži a okolí pod sněhem
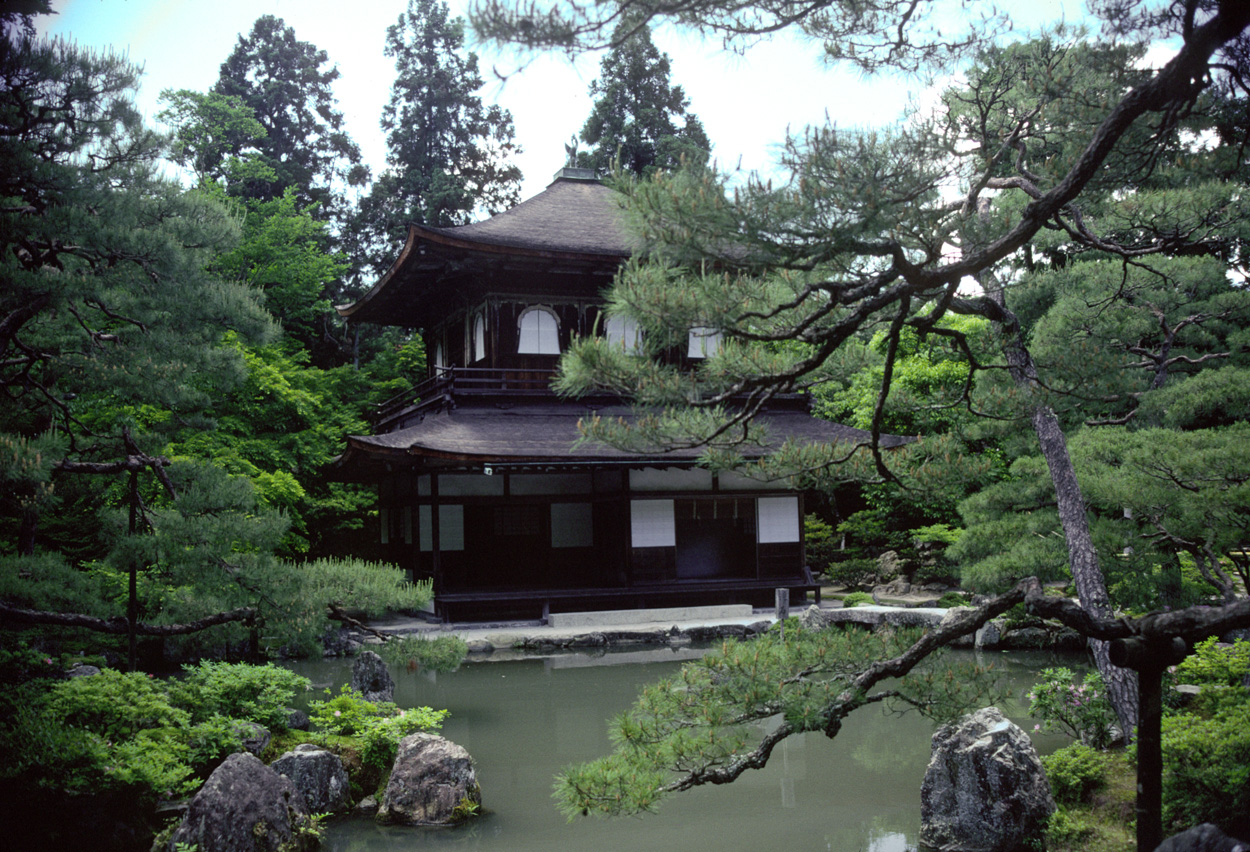
Ginkakudži
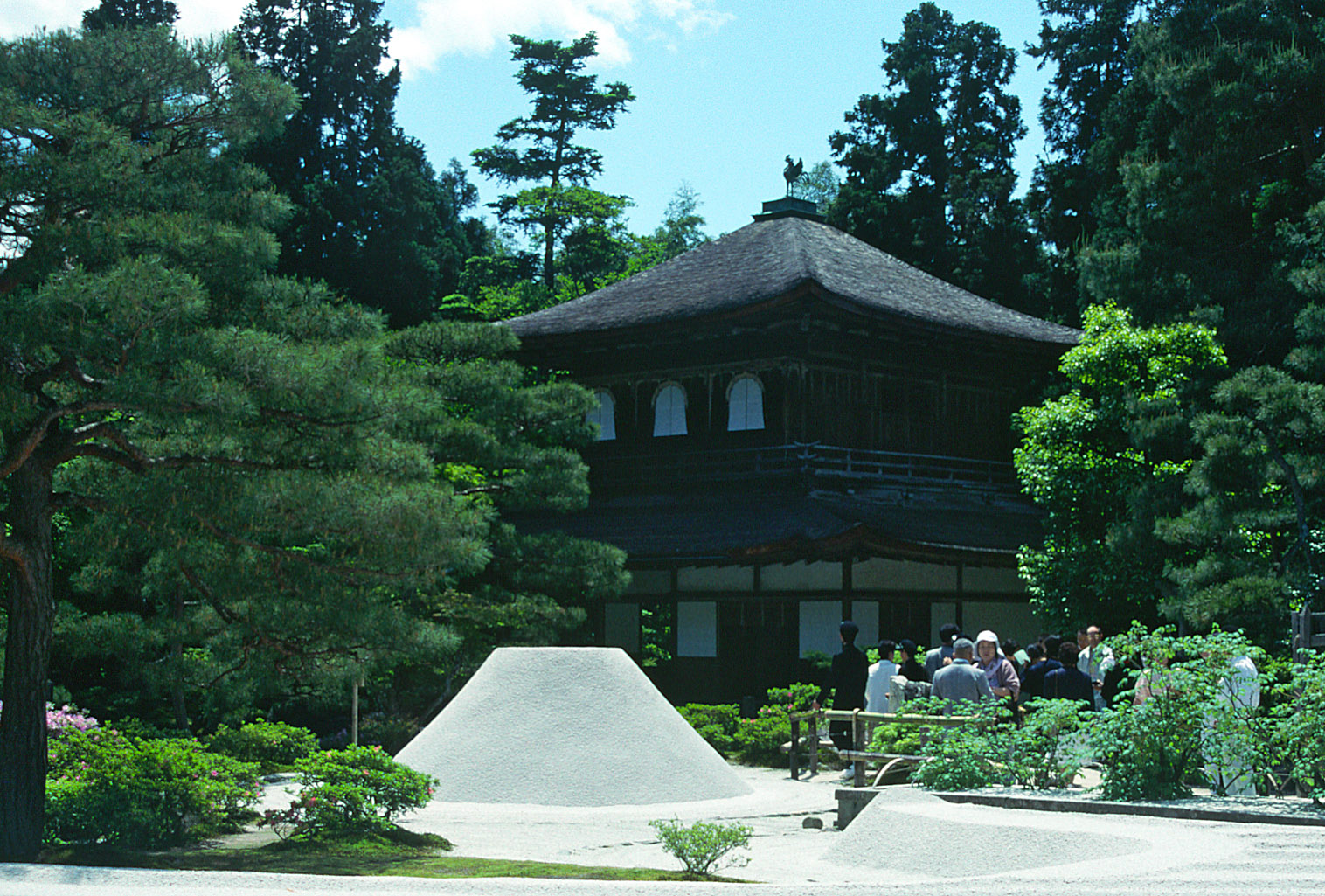
Ginkakudži s kamennou zahradou